# Chaqā Bahār
Chaqā Bahār (persiska: چقا بهار, Choqā Bahār) är en ort i Iran.   Den ligger i provinsen Kermanshah, i den västra delen av landet, 500 km väster om huvudstaden Teheran. Chaqā Bahār ligger 1 364 meter över havet och antalet invånare är 175.
Terrängen runt Chaqā Bahār är platt åt nordost, men åt sydväst är den kuperad.Runt Chaqā Bahār är det ganska tätbefolkat, med 185 invånare per kvadratkilometer. Närmaste större samhälle är Chaqā Narges, 5,6 km norr om Chaqā Bahār. Trakten runt Chaqā Bahār består till största delen av jordbruksmark.